# Каплистовка
Каплистовка (укр. Каплистівка) — село,
Павловский сельский совет,
Васильковский район,
Днепропетровская область,
Украина.
Код КОАТУУ — 1220787704. Население по переписи 2001 года составляло 60 человек.

## Географическое положение
Село Каплистовка находится в 5-и км от левого берега реки Верхняя Терса,
в 0,5 км от села Криворожское.
По селу протекает пересыхающий ручей с запрудой.